# 大悪臭

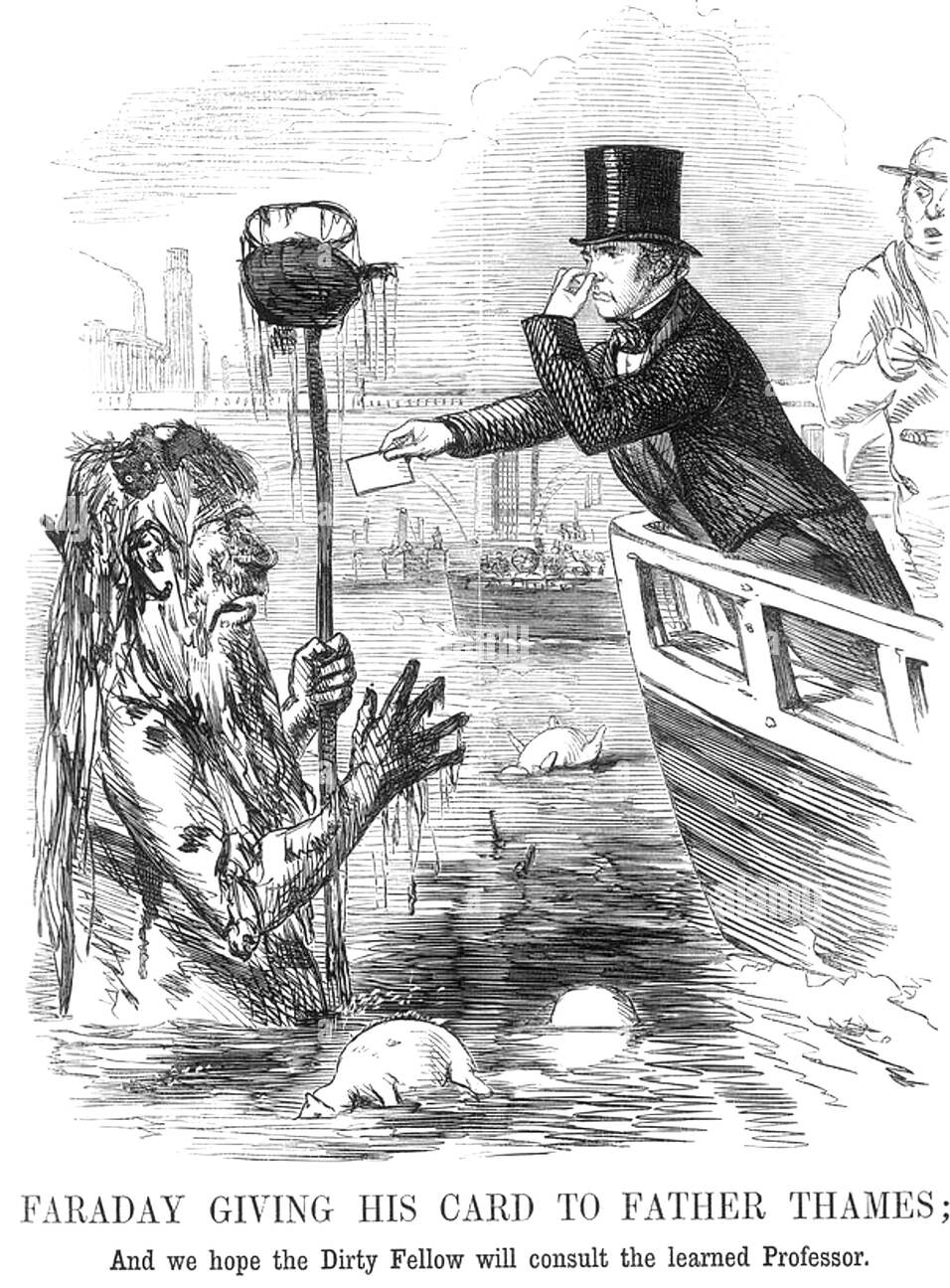
”父なるテムズに名刺を渡すマイケル・ファラデー”1855年7月にタイムズに掲載された、彼の川の状態について書いた手紙に関する風刺画

大悪臭（だいあくしゅう、英：Great Stink）とは、1858年の夏にイギリスのロンドンで発生した悪臭のことである。
水洗式便所により急激に増加していた汚水により汚水槽は溢れ、雨水用の道路の排水口を経てテムズ川に流れていた。
1858年の夏、下水であふれたテムズ川とその支流では猛暑によりバクテリアが繁殖し、悪臭を放っていた。尋常ではない悪臭は庶民院や裁判所の業務に支障をきたした。事態は大雨により収束したが、公衆衛生に対して腰が重かった行政に批判が高まり、1865年に地下下水道が通された。

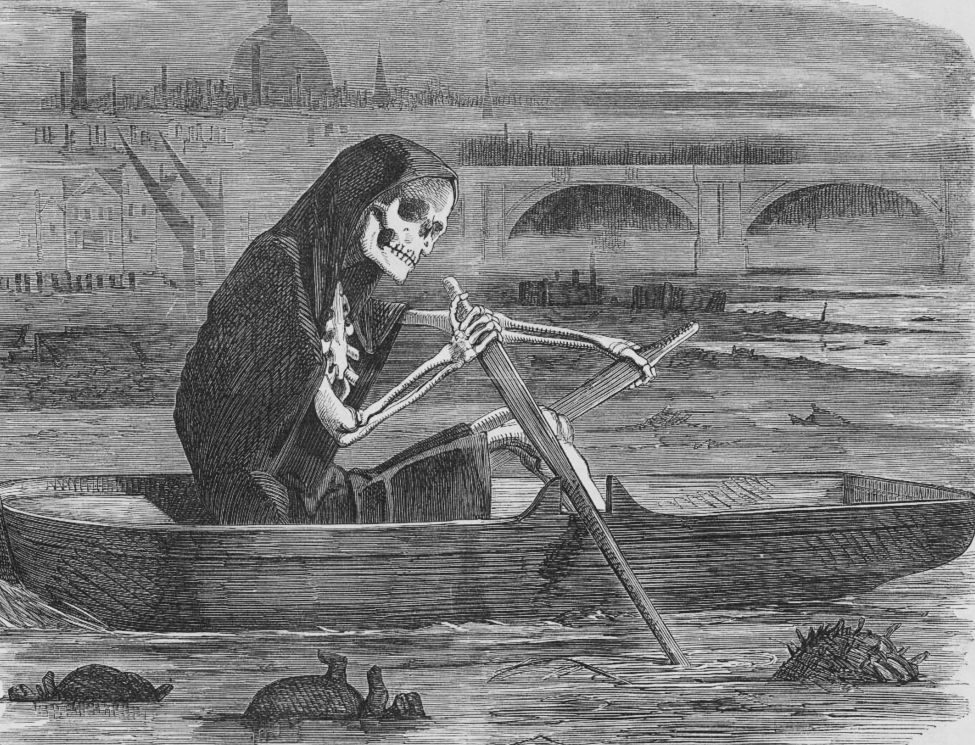
「無言の追いはぎ（ハイウェイマン）」（"The Silent Highwayman"）（1858年）「金を出せ　さもなくば命をよこせ」（"You Money or your Life"）　死神が、川の清掃費用を出し渋った者達の生命を奪いながら、テムズ川を漕いでいる『パンチ』1858年

流出水の瘴気が伝染病を伝染させると考えられ、悪臭に先立って発生した3回のコレラの流行は、進行中のこの川の問題が原因であるとされた。
臭気と、その及ぼし得る作用に対する人々の恐怖が、問題の解決法を考えていた地元と国の行政官の行動を促した。当局は土木技師ジョセフ・バゾルゲット（Joseph Bazalgette）が唱えた、首都地域の向こうの下水の落ち口のほうへ傾斜している一連の相互連絡している下水道で廃水を東方へ移動させる提案を受け容れた。新たなノーザン・アウトフォール・スーアー（Northern Outfall Sewer）とサウザン・アウトフォール・スーアー（Southern Outfall Sewer）のための高層、中層、そして低層システムに対する工事は、1859年の初めに始まり、1875年まで続いた。排水を促すために、ポンピング・ステーションが、下水を低い水面から高所のパイプにあげるために置かれた。このときに建てられた2つのステーション、すなわちストラトフォードのアビー・ミルズ・ポンピング・ステーション（Abbey Mills Pumping Stations）とエリス・マーシュズ（Erith Marshes）のクロスネス・ポンピング・ステーション（Crossness Pumping Station）は、イングリッシュ・ヘリテッジによって保護される指定建造物である。バゾルゲットの計画は、下水道が流れる3つのエンバンクメントをロンドンに導入した。すなわち、ヴィクトリア・インバンクメント（Victoria Embankment）、チェルシー・インバンクメント（Chelsea Embankment）、およびアルバート・インバンクメント（Albert Embankment）である。
バゾルゲットの工事は、下水がもはやテムズ川に投棄されないこと、コレラの発生を終わらせることを保証した。彼の行動は、他のどのヴィクトリア朝の官吏よりも多くの人命を救った。彼の下水道システムは21世紀になっても稼働し、人口800万超に成長した都市の必要を満たした。歴史家ピーター・アクロイド（Peter Ackroyd）は、バゾルゲットはロンドンのヒーローと見なされるべきだと提言した。

## 背景
ロンドンでは17世紀から、レンガ造の下水道が建設されており、フリート川やウォルブルック川などの河川が暗渠化されていた。1856年の時点では、ロンドンでは過去100年間に100を超える下水道が建設されており、下水道は360本、汚水溜めは20万ヶ所に及んだ。一部の汚水溜めはからはメタンガスなどが発生しており、これがしばしば引火して爆発したにもかかわらず、下水道の多くは修繕が不十分な状態であった。19世紀の前半には、ロンドン市民への上水の供給は改善がすすみ、1858年までに、中世から使われていた木製の水道管に替わって鉄製の水道管が導入された。これに加え、100万足らずの人口が300万にまで急増したことや、水洗トイレの普及があいまって、より多量の汚水が下水道に排出されることになった。工場、屠殺場、そして他の産業活動からの下水の流入も、すでに衰えている下水道システムに重圧をかけた。この排水の大部分は、あふれてか、でなければ、直接、テムズ川に流れ込んだ。
科学者マイケル・ファラデーは、1855年7月に『タイムズ』宛ての手紙で状況を記述した:
彼はテムズ川の状態に衝撃を受け、「不透明度を調べる」ために白い紙片を川に落とした。彼の結論は、次の通りである、「橋のそばでは、汚物があまりに厚い雲をなして巻き上がり、水面に浮かんでいるのが視認できるほどだ。…臭いは、ひどかったし、川の水全体がどこも同じ有り様だ。これは通りの下水の排水口からあがってくるものと同じものであった。いまや川ぜんたいが下水道そのものと化している」。川の臭いがあまりにひどかったので、1857年に政府は悪臭をやわらげるために、石灰やカルキ、フェノールを水路に注いだ。
ヴィクトリア朝に伝染病の伝染に関して支配的な考えは瘴気説であったし、これは伝染性の最も高い病気は汚染された空気を吸入することによって引き起こされるという考えであった。この汚染は、腐りつつある死体あるいは下水の臭いという形をとることがあったが、しかし枯れつつある植物、あるいはすでに病気にかかったひとの呼気という形もまたあった。瘴気はコレラの伝染の媒介物であると大部分のひとが信じたし、コレラは19世紀のヨーロッパで増加中であった。この病気は、その広がる速さと、その高い死亡率のために、あらゆる人に強く恐れられた。
ロンドンの最初の主なコレラの流行は1831年に発生し、そのときこの病気は6,536人の人命を奪った。1848年-1849年に、14137人のロンドン住民が死亡し、そしてつづいて2回目の発生があったし、これに続いて1853年-1854年に発生し、このために10,738人が死亡した。第2の発生の間、ロンドンを本拠とする内科医　ジョン・スノー（John Snow）は、死亡率がランベス（Lambeth）の、そしてサウスウォークとヴォクスホール（Southwark and Vauxhall）の水の複数の会社によって供給される地域で高いことに気がついた。1849年に彼は論文『On the Mode of Communication of Cholera』を公表したが、これは瘴気説ではなくて病気の、水から生まれ、伝染する説を仮定した。その論文にはほとんど注意がはらわれなかった。1854年の3回目のコレラの発生につづいて、スノーは、ソーホーのブロード・ストリート（Broad Street）における効果に焦点を合わせたのちに、自分の論文の更新を公表した。スノーは、地元の水ポンプからハンドルを取り去り、こうして汚染された水に接することを妨げた結果、死亡数は減少した。水が引かれる元の井戸には水漏れしている下水道があるということがのちに立証された。

## 地方自治体
ロンドンの下水道の経営を監督する都市インフラストラクチャーは、19世紀にいくつかの変化を経ていた。1848年に首都下水道委員会（Metropolitan Commission of Sewers）（MCS）が社会改革者エドウィン・チャドウィックと王立委員会（Royal Commission）の要請によって設立された 。委員会は、ヘンリー8世の時代以来ロンドンの下水道を経営してきた8つ機関（authorities）のうち7つを廃止した。これは中央集権の権力が公衆衛生施設を完全に統制する最初であった。1844年の建築法（Building Act 1844）はすべての建物が汚水溜めにではなくて下水道に接続することを保証していたが、委員会は汚水溜めを下水道に接続しあるいはそれらを取り除くことを始めた。下水道の瘴気が病気を広げるのではないかという恐怖のために、チャドウィックとその後継者である病理学者ジョン・サイモン（John Simon）は、下水道は定期的に水を流して洗うことを保証したが、この政策の結果、より多くの下水がテムズ川に排出された。

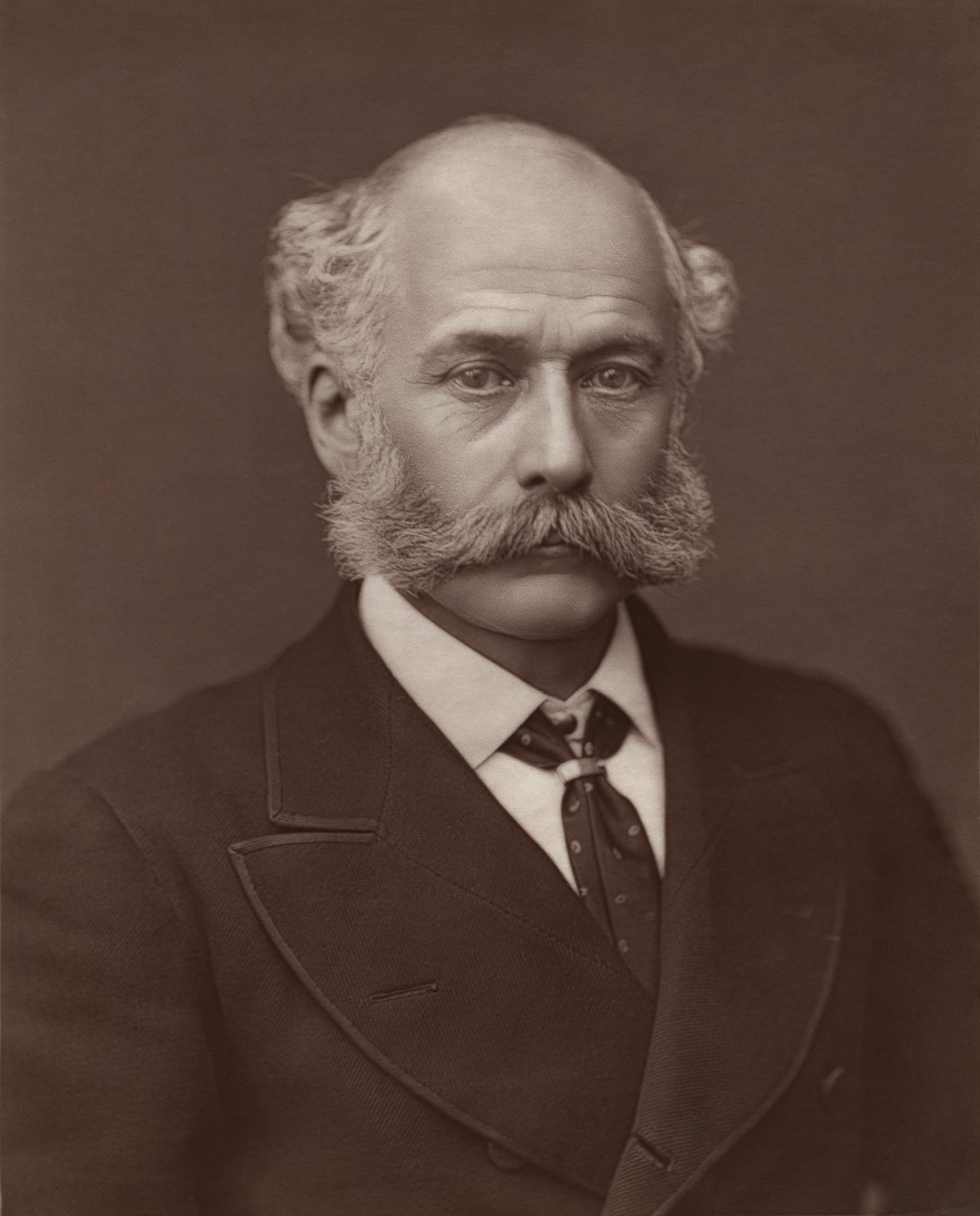
ジョセフ・バゾルゲット　1870年代

1849年8月に、首都下水道委員会は、ジョセフ・バゾルゲットを副検査官（assistant surveyor）に任命した。彼は過労で健康が衰えるまで鉄道産業で顧問技師（consultant engineer）として働いていた。彼の任命が、雇用への復帰の最初であった。主技師フランク・フォスター（Frank Foster）の下で働いて、彼はこの都市の下水道の、よりシステマティックな計画を練り始めた。地位のストレスはフォスターにとってはあまりに大きかったし、そして彼は1852年に死去した。バゾルゲットが、彼の地位に昇進し、そして下水道システムの発達のための計画を改善、発展させ続けた。1885年の首都経営法（Metropolis Management Act 1855）は、首都工事委員会（Metropolitan Board of Works）（MBW）と職務を取り替え、委員会が下水道を管理した。
1856年6月までにバゾルゲットは決定的な計画を完成させたが、これは直径約3フィート (0.9 m)の小さい地元の下水道を提供し、より大きな下水道に流れ込ませ、そして11フィート (3.4 m)高い流出管本管に排出させた。ノーザン・アウトフォール・スーアー（Northern Outfall Sewer）とサウザン・アウトフォール・スーアー（Southern Outfall Sewer）が川のそれぞれの側の汚水を管理するように計画された。ロンドンは、高-、中-、そして低-層地域に、地図上で分けられ、それぞれ下水道本管によって必要を満たされた。一連のポンピング・ステーションが汚水を都市東部のほうへ移動させるように計画された。バゾルゲットの計画はフォスターのそれに基づいたが、しかし規模は大きく、そしてフォスターのよりも多くの人口増加（300万 - 450万人）を見越していた 。バゾルゲットは計画を建設長官（First Commissioner of Works）のベンジャミン・ホール （初代ラノーヴァー男爵、Benjamin Hall, 1st Baron Llanover）にゆだねた。ホールは下水道からの下水の落ち口、すなわち、廃水の他の水塊への排出点に対して懸念をいだいていた。議論が進行している間、バゾルゲットはホールの要求に合わせて計画を練り、変更した。1856年12月に、ホールは計画を3人の顧問技師団に付託した。すなわち、王立工兵連隊（Royal Engineers）のキャプテン　ダグラス・ストラット・ゴールトン（Captain Douglas Strutt Galton）、2つの水会社の技師　ジェームズ・シンプソン（James Simpson）、ケネット・アンド・エーヴォン・カナル（Kennet and Avon Canal）の主技師　トマス・ブラックウッド（Thomas Blackwood）らである。3人組は1857年7月に下水の落ち口の位置の変更の提案を添えて折り返し報告し、それを彼は10月に首都工事委員会に回した。新たに提案された排水点は開放してある下水道である予定で、委員会が提案した地点よりも15マイル (24 km)むこうであった。計画の費用はバゾルゲットの計画の240万ポンドよりもかなり多く、540万ポンドを超える予定であった 。1858年2月に総選挙が行なわれ、ヘンリー・ジョン・テンプル （第3代パーマストン子爵）のホイッグ政府の凋落を見たが、これはエドワード・スミス＝スタンリー_（第14代ダービー伯爵）の第2次保守党内閣によって取って代わられた。ジョン・マナーズ_（第7代ラトランド公爵）はホールを更迭し、ベンジャミン・ディズレーリが庶民院院内総務と大蔵大臣に任命された。

## 1858年6月から8月
1858年半ばまでにテムズ川問題は進展していた。チャールズ・ディケンズは、1855年から1857年まで続き物として発表された長編小説『リトル・ドリット』で、テムズ川は「生命にかかわる下水道...きれいな透き通った川のかわりに」（"a deadly sewer - ... in the place of a fine, fresh river"）と書いた 。ディケンズは友人宛ての手紙で言った:「わたしはいやな臭いが、あの短いひと嗅ぎでさえ、頭と胃が膨張する性質であることは保証することができる」（"I can certify that the offensive smells, even in that short whiff, have been of a most head-and-stomach-distending nature"）、いっぽうで社会科学者でジャーナリストのジョージ・ゴッドウィン（George Godwin）はテムズ川の岸の「分ければ堆積物は深さ6フィートであり」（"in parts the deposit is more than six feet deep"）、「全体によごれた物質が染み込んでいる」（"the whole of this is thickly impregnated with impure matter"）と書いた。1858年6月にロンドンの日陰の温度は平均34–36 °C (93–97 °F)で - 日なたでは48 °C (118 °F)に上昇した。
長い日照り続きとあいまって、テムズ川の水位は下がり、下水道からのそのままの流出水は川の複数の岸に残った。女王ヴィクトリアと公子アルバートがテムズ川で遊覧航海をしようとしたが、しかし臭いがあまりにひどいので数分間で岸に戻った。報道はまもなくこの事件を「大悪臭」（"The Great Stink"）と呼びはじめた。『City Press』の社説は次のように述べた、「言論のお上品ぶりは終わっている。それは悪臭を放つし、ひとたびそれを吸い込めば、だれでもそれを忘れることはできないし、もし生きてそれを思い出すならば自分自身は幸運だと思う」（"Gentility of speech is at an end—it stinks, and whoso once inhales the stink can never forget it and can count himself lucky if he lives to remember it"）。『The Standard』の筆者は意見が一致した。記者のひとりは川を「伝染性の発疹チフスを生じさせる忌まわしいもの」（"pestiferous and typhus breeding abomination"）と言い、2人目は「発散される有毒気体の量は流れに移る下水の増加に比例している」（"the amount of poisonous gases which is thrown off is proportionate to the increase of the sewage which is passed into the stream"）と書いた。『The Illustrated London News』の社説は次のようにコメントした:
われわれは地球の最果てを植民地にすることができる。われわれはインドを征服することができる。われわれは、こしらえた莫大な負債の利息を支払うことができる。われわれは、われわれの名前、名声、そしてよく実を結ぶ富を世界のすみずみまで広めることが出来る。しかしわれわれはテムズ川をきれいにすることはできない。
6月までにその川からの悪臭はあまりにひどくなっていたので、議会の議事日程は影響を受け、そして川岸の建物のカーテンは臭いに打ち勝つためにさらし粉につけた。処置は成功しなかったが、しかし政府の業務をオックスフォードかセント・オールバンズに移すことをめぐる議論がおこなわれた。『The Examiner』によれば、ディズレーリ（Disraeli）は委員会室のひとつに入るや否や、その後まもなく、委員会の他の委員らとともに「片手に大量の書類、鼻にハンカチーフを当てて」（"with a mass of papers in one hand, and with his pocket handkerchief applied to his nose"）立ち去ったが、それは臭いがそれほどひどかったからである。立法作業の中断は、庶民院において質問が提起されることにつながった。『イギリス議会議事録』（Hansard）によれば、議会議員ジョン・ブレーディー（John Brady）がマナーズ（Manners）に、構成員は委員会室も図書室も悪臭のために使えないと知らせ、首相に「閣下は悪臭を緩和し生活不法妨害を中止するなんらかの措置をとっているか否か」（"if the noble Lord has taken any measures for 緩和するmitigating the 悪臭effluvium and 中止discontinuing the 生活不法妨害nuisance"）を訊ねた。マナーズはテムズ川は自分の管轄権下にないと答えた。4日後、2人目の議員がマナーズに、「邪悪な巧妙さによって最も高貴な川のひとつが汚水溜めに変えられており、そしてわたしは政府が弊害を取り除く手をなにか打っているのかお訊きしたい」（"By a perverse ingenuity, one of the noblest of rivers has been changed into a cesspool, and I wish to ask whether Her Majesty's Government intend to take any steps to remedy the evil?"）と言った。マナーズは「政府はテムズの状態とはまったく関係が無い」（"that Her Majesty's Government have nothing whatever to do with the state of the Thames"）と指摘した。風刺的な雑誌『パンチ』は、次のようにコメントした、「議会両院において夢中にさせるような唯一の話題 - ...は、毒物の共謀問題であった。かの年老いた犯罪者、父なるテムズの犯罪については、最も十分な証拠があった」（"The one absorbing topic in both Houses of Parliament - ... was the Conspiracy to Poison question.Of the guilt of that old offender, Father Thames, there was the most ample evidence"）。
悪臭の最もひどいときには、200ないし250トンの石灰が下水道口の近くで使用されたし、男性らが干潮時にテムズ川の前浜（foreshore）に石灰を広げることに雇われた。費用は週あたり1500ポンドであった。6月15日に、ディズレーリは首都地域経営修正法案（Metropolis Local Management Amendment Bill）、すなわち提案された1855年の法への修正を上程した。冒頭討論で彼はテムズ川を「言いようのない、耐えられない、ぞっとするくらい嫌なものを帯びた、ステュクスのよどみ」（"a Stygian pool, 帯びてreeking with ineffable言いようのない and 耐えられないintolerable horrors"）と呼ばわった。法案はテムズ川を浄化する責任を首都工事委員会に負わせ、そして下水口は「可能な限り遠くに」（"as far as may be possible"）ロンドンの境界内にあるべきでないと述べた。それはまた委員会に300万ポンドの借り入れを許したが、これは次の40年間、ロンドンの全家庭に対する3ペニーの賦課から返済される予定であった。条件は、バゾルゲットの当初の1856年の計画にさいわいしたし、そしてホールの反対を乗り越えた。『タイムズ』の社説は「議会は全くの悪臭の力で大ロンドンの生活不法妨害に関する法律を制定せざるを得なかった」（"Parliament was all but compelled to legislate upon the great London nuisance by the force of sheer stench"）と述べた。法案は7月後半に討論され、そして8月2日に成立した。

## 建設

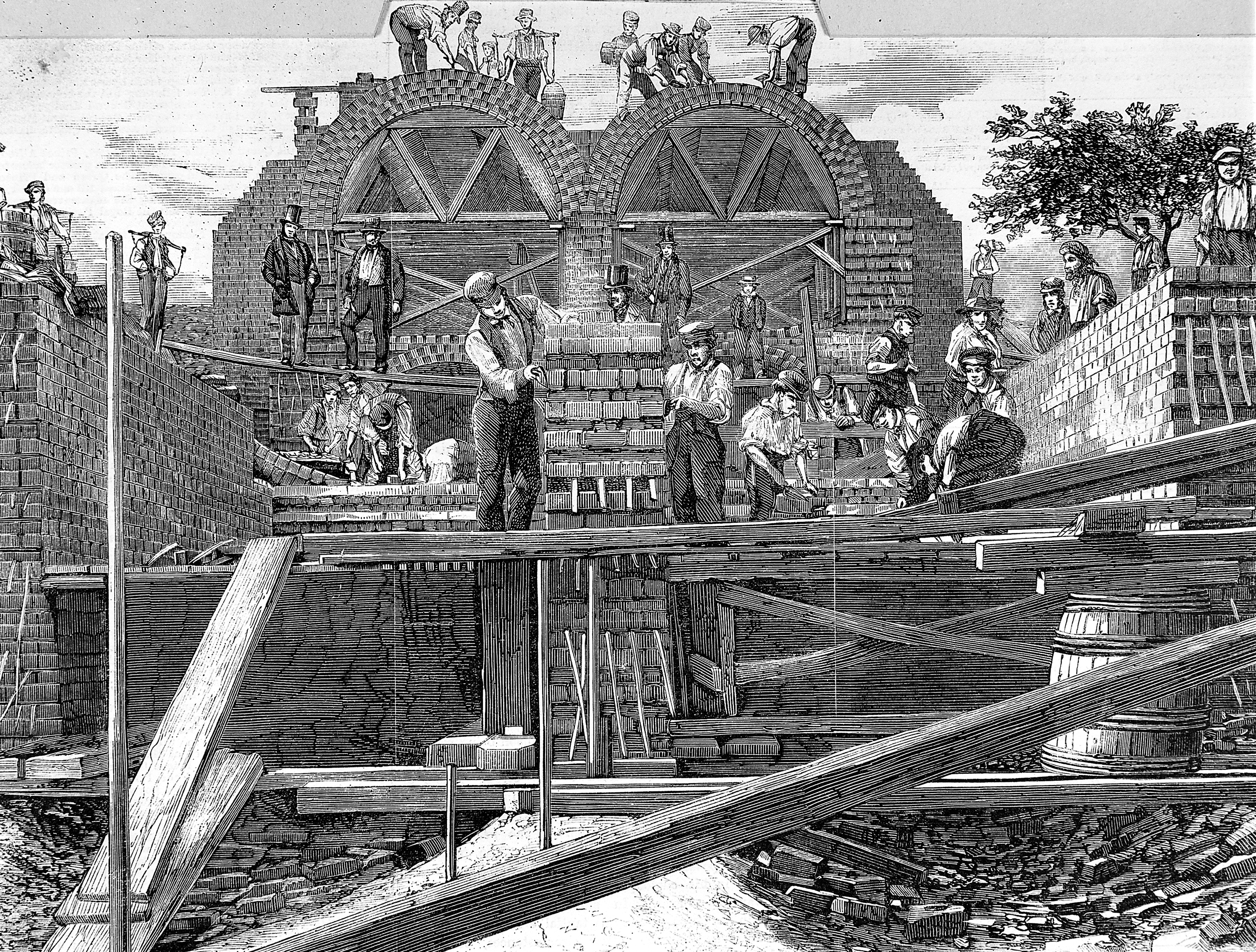
1859年の下水道の建設　イースト・ロンドンのボー（Bow）のオールド・フォード（Old Ford）近く

バゾルゲットの1,100マイル (1,800 km)の追加的な街路下水道（流出水と雨水の両方を集める）の計画は、相互連絡している82マイル (132 km)の下水道本管に注いだであろうが、1859年と1865年の間に入札にかけられた。400人の製図者が、建設過程の第一段階の詳細な計画と断面図に取り組んだ。克服すべき技術の難題がいくつか、特にロンドンの一部は - ランベスおよびピムリコの周囲の地域をふくむ - 高水位線（high-water mark）より低いという事実が、あった。バゾルゲットの低-層地域のための計画は、低-層下水道から鍵となる複数の点で中-そして高-層の下水道に下水を上げることであったが、それはそれから重力に助けられて2フィート毎マイル (38 cm/km)の勾配で東部の下水の落ち口のほうへ排水されるであろう。
バゾルゲットは、ポルトランド・セメントの使用の推進者であったが、これは標準なセメントよりも強く、しかし過熱されると弱点があった。問題を克服するために彼はセメントの回分を試験する品質管理システムを始めたが、これは歴史家ステファン・ハルイデイ（Stephen Halliday）によって「錯雑している」（"elaborate"）「過酷である」（"draconian"）と記述されている。その結果は製造業者に返ってきて、彼らは製品をさらに改善するために生産過程を変更した。セメント製造業者のひとつは、首都工事委員会はそういうテスト過程を使用する最初の公共団体であるとコメントした。バゾルゲットの工事の進行は好意的に報道された。建築史家ポール・ドブラツキ（Paul Dobraszczyk）は報道は作業者の多くを「積極的な、英雄的でさえある、観点で」（"in a positive, even heroic, light"）で表わしていると言い、そして1861年に『オブザーバー』は、下水道の進行を「現代の最も費用のかかるかつ素晴らしい工事」（"the most expensive and wonderful work of modern times"）とした。建築費があまりに高いので、1863年7月にさらに120万ポンドが首都工事委員会に貸され、工事費用を償った。

### 南部の排水システム
ロンドンの、より人口の少ない郊外を横切る南部のシステムは、建設するべきシステムのうち小さくかつ容易なほうであった。3本の下水道本管は、パトニー（Putney）、ワンズワース区およびノーウッド（Norwood）から走り、それらがデトフォード（Deptford）でひとつにつながった。その地点で、ポンピング・ステーションは流出水を流出下水道本管に21フィート (6.4 m)上げ、それはエリス・マーシュズ（Erith Marshes）のクロスネス・ポンピング・ステーションまで走り、そこでそれは満潮時にテムズ川に排水された。新たにクロスネスに建てられたステーションはバゾルゲットと顧問技師チャールズ・ヘンリー・ドライヴァー（Charles Henry Driver）によって設計されたが、建築材料としての鋳鉄の使用の支持者であった。建物はロマネスク様式であったし、内装はイングリッシュ・ヘリテッジが重要と記述した建築的鋳鉄部分をふくんでいる。大量の下水をポンプでくむ力は、4機の巨大なビーム機関、すなわちヴィクトリア（Victoria）（女王？）、プリンス・コンソート（Prince Consort）（女王の夫君の称号）、アルバート・エドワード（Albert Edward）（のちのエドワード7世？）およびアリグザンドラ（Alexandra）（エドワード7世の妃？）によって供給され、ジェームズ・ワット・アンド・カンパニー（James Watt and Co）によって製作された。
ステーションは1865年4月にプリンス・オブ・ウェールズ - 将来の国王エドワード7世 - によってオープンされ、彼は公式にエンジンを起動させた。儀式の列席者は、王族ら、議会議員ら、ロンドン市長_（シティ・オブ・ロンドン）、カンタベリーおよびヨークの大主教らで、そのご、その建物内で500人の晩餐が続いた。儀式は、サザン・アウトフォール・スーアーズの建設の完成とその稼働の開始を記念した。

ロンドンの下水施設　バゾルゲットの下水道は黒の太線で示す

南部流出の成功的な完成で、首都工事委員会の委員会構成員の1人であるミラーとかいう議員は、バゾルゲットへの賞与を提案した。委員会は了承し、その技師に6000ポンド - 彼の年俸の3倍 - を、3人の助手で分けるために追加の4000ポンドとともに、支払う用意があった。この着想はその後、批判につづいて消えたけれども、ハリデー（Halliday）は、議論された多額は「吝嗇が公的支出の主な特徴であったときに、工事を特徴づけているように見える公的な利益および支持の深さの固いしるしである」（"at a time when parsimony was the dominant characteristic of public expenditure is a firm indication of the depth of public interest and approval that appears to have characterised the work"）と述べている。

### 北部の排水システム
テムズの北側は人口稠密で、ロンドンの人口の3分の2の住宅があり、そして工事は人口過密な街路を進まねばならず、そして運河、橋、そして鉄道線のような都市のハードルを乗り越えねばならなかった。システムの工事は1859年1月31日に始まったが、しかし建設業者は建設中に1859年-60年の労働者のストライキ、冬の硬い霜（hard frosts）、そして平年以上の降雨をふくむ、無数の問題に遭遇した。1862年6月の雨はあまりに激しかったので、フリート下水道を再建築する工事で事故が起きたほどである。深い掘削がメトロポリタン鉄道（現メトロポリタン線（Metropolitan line））のためのクラーケンウェル（Clerkenwell）で開鑿の掘削と平行に走っていて、そして2つの壕を分ける8+1⁄2-フート (2.6 m)の壁が崩壊してフリートの水がヴィクトリア・ストリートに流れ出て、ガスおよび水道の本管に損傷を与えた。
高-層下水道は - 工事のうち最北のもの - ハムステッド・ヒース（Hampstead Heath）からストーク・ニューイントン（Stoke Newington）まで走り、またヴィクトリア・パーク（Victoria Park）を横切るが、そこでそれは中-層下水道の東端と接続した。中-層下水道は西部のベイズウォーターから始まり、オックスフォード・ストリート（Oxford Street）に沿って走り、クラーケンウェルおよびベスナル・グリーン（Bethnal Green）を通り、そして接続に至った。この結合された下水管本管は、ストラットフォードのアビー・ミルズ・ポンピング・ステーションまで走り、そこでそれは低-層下水管の東端と接続した。アビー・ミルズの複数のポンプは低-層下水管から流出水を下水管本管に36フィート (11 m)上げた。この下水道本管は、ベックトン（Beckton）の下水の落ち口まで - いまグリーンウェー（Greenway）として知られるものに沿って - 5マイル (8 km)走った。
クロスネス・ポンピング・ステーションのように、アビー・ミルズはバゾルゲットとドライヴァーの共同設計であった。機関室の中央の上方には華やかなドームがあったが、ドブラツキは、このために建物は「ビザンチンの教会に - ...見かけは似ている」（"superficial resemblance - ... to a Byzantine church"）と考えている。建築史家ニコラウス・ペヴズナー（Nikolaus Pevsner）はその『Pevsner Architectural Guides』で、建物は「きわめて汚い目的に適用されたわくわくさせる建築術」（"exciting architecture applied to the most foul purposes"）を示していると考えた。彼はさらに続けて、これは「様式はあいまいにイタリアふうゴシックであるが、列をなすビザンチンふうの窓と中央の八角形の頂塔が優美なロシアふうの趣きを与える、正統ではない混合」（"an unorthodox mix, vaguely Italian Gothic in style but with tiers of Byzantine windows and a central octagonal lantern that adds a gracious Russian flavour"）であるとした。
低-層の下水管に排水を供給するために、1864年2月にバゾルゲットはテムズ川の岸に沿って3つのエンバンクメントを建築し始めた。北側に、彼はヴィクトリア・エンバンクメントを建て、これはウェストミンスターからブラックフライアーズ・ブリッジ（Blackfriars Bridge）まで走り、そしてチェルシー・エンバンクメントはミルバンク（Millbank）からチェルシーのカドゥガン・ピア（Cadogan Pier）まで走っている。南側はウェストミンスターのランベス端からヴォクスホール（Vauxhall）まで、アルバート・エンバンクメントをふくんでいる。彼はテムズ川の複数の岸に沿って複数の下水道を走らせ、前浜に複数の壁を建て、それらの内側と周囲の隙間に下水道管を走らせた。工事はテムズ川の52エーカー (21 ha)を超える土地を必要とした。ヴィクトリア・エンバンクメントには、ウェストミンスターとシティ・オブ・ロンドンの間の元道路の混雑を緩和するという追加的な恩恵があった。これらのエンバンクメントの建設費は171万ポンドと見積もられ、うち45万ポンドは必要な川岸の財産の買収に使用され、そこは軽工業のために使用される傾向があった。エンバンクメント・プロジェクトは国家的に重要であると見なされ、そして女王は病気のために出席できなかったが、ヴィクトリア・エンバンクメントは1870年7月にプリンス・オブ・ウェールズによってオープンした。アルバート・エンバンクメントは1869年11月に完成し、いっぽうチェルシー・エンバンクメントは1874年7月にオープンした。
バゾルゲットはエンバンクメント・プロジェクトを「[首都工事委員会が]しなければならない...最も困難で複雑なことのひとつ」（"one of the most difficult and intricate things the - ... [MBW] have had to do"）と考え、そしてチェルシー・エンバンクメントが開いた直後に、彼はナイト爵を授けられた。1875年に西部の排水は完成し、システムは稼働可能になった。建物の工事は3億1800万個のれんが、880,000立方ヤード (670,000 m3)のコンクリートとモルタルを必要としていた。最終的な費用は約650万ポンドであった。

## 遺産

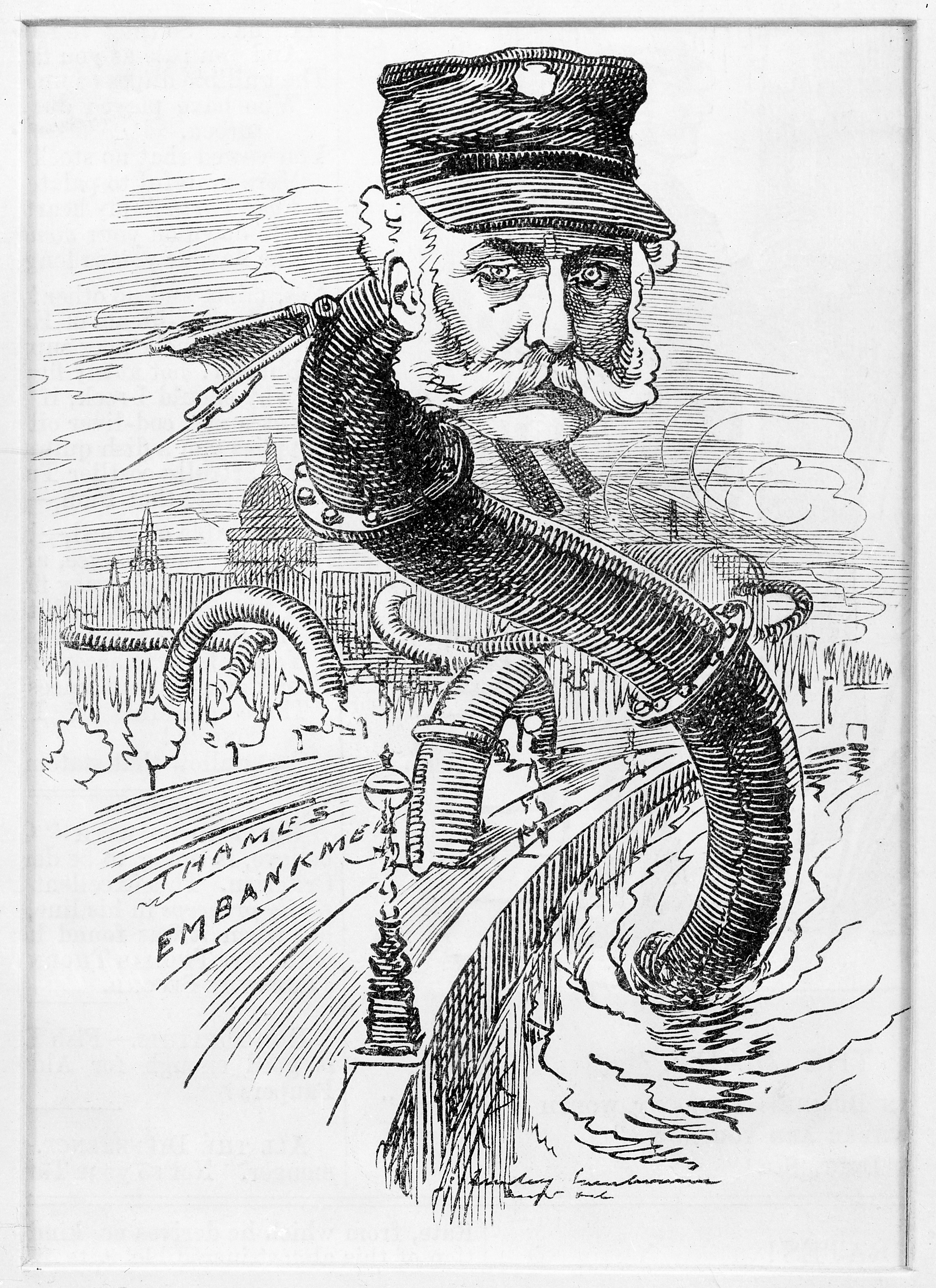
「下水道ヘビ」（"Sewer Snake"）としてのバゾルゲット『パンチ』1883年

1866年に、ロンドンでコレラが発生し、5,596人の人命を奪ったが、ただしそれはオルドゲート（Aldgate）とボー（Bow）の間のイースト・エンドに限られた。そのとき、それはバゾルゲットのシステムと結びつけられていなかったロンドンの一部で、死者の93パーセントはその地域内で発生した。過失はイースト・ロンドン・ウォーター会社（East London Water Company）にあり、会社は貯留池から下水を半マイル（800 m）下流に排出した。下水は上げ潮で上流の貯留池に上げられ、地域の飲料水を汚染した。発生、そして原因の診断は、コレラは瘴気によって伝染するのではなく水から発生するという承認につながった。『The Lancet』は、ドクター・ウィリアム・ファー（Dr William Farr）による事象の詳細な調査を述べながら、彼の報告「は、彼が流行の因果関係における給水の影響に関して到達した結論を反論し得なくするであろう」（"will render irresistible the conclusions at which he has arrived in regard to the influence of the water-supply in causation of the epidemic"）と述べた。これが首都におけるこの病気の最後の発生であった。
1878年にテムズ川の遊覧汽船プリンセス・アリス（Princess Alice）が石炭船『Bywell Castle』と衝突し、沈没し、650人を超える死者がでた。事故は下水の落ち口の近くで起き、そして下水が一部の死亡の原因であるか否かという問題がイギリスの報道において提起された。1880年代に、下水の落ち口のために健康不安になるかもしれないものに対するそれ以上の恐怖が、首都工事委員会の、未処理の廃水を川に投棄することよりも、クロスネスおよびベックトンでの下水を浄化することにつながり、そしてひと続きの6そうの汚泥船が北海に投棄するために流出水を運ぶように命じられた。就役させられた1そう目のボートは汽船『Bazalgette』（バゾルゲット）と命名され、これは1998年12月まで就航し、そのとき投棄は止まり、そして焼却炉が廃棄物を処理するために使用された。下水管は19世紀後半に、そしてふたたび20世紀前半に拡大された。排水ネットワークは、2015年現在テムズ・ウォーター（Thames Water）によって経営され、そしていちにち800万人によって利用されている。会社は、「システムは21世紀ロンドンの需要に対処しようと努力している」（"the system is struggling to cope with the demands of 21st-century London"）と述べている。
クロスネス・ポンピング・ステーションは、1950年代なかばまで使用され、そのとき交換された。
それらエンジンは取り除くにはあまりに大きくて、『元の場所に』（in situ）残され、ただしそれらは荒廃状態になった。ステーションそれじたいは、1970年6月に、公共建築工事省（Ministry of Public Building and Works）とともに、等級I指定建造物となった（イングリッシュ・ヘリテッジによって交換されたため） 。建物とそのエンジンは、2015年現在、クロスネス・エンジン・トラスト（Crossness Engines Trust）により修復中である。トラストの会長はイギリスのテレヴィジョン・プロデューサー　ピーター・バゾルゲット（Peter Bazalgette）であり、彼はジョセフのひ孫の息子である。2015年現在アビー・ミルズ施設の一部は、下水ポンピング・ステーションとして稼働し続けている。建物の大きな二重煙突は、ドイツ空軍によって航法の陸標として使用されるのではないかという恐れから第二次世界大戦中に取り壊された。
歴史家ジョン・Doxatは、首都のための統合され十分に機能している下水道システムの整備によって、バゾルゲットは「十中八九、ヴィクトリア朝のどの官吏よりも、善をなし多くの生命を救った」（"probably did more good, and saved more lives, than any single Victorian official"）と述べる。バゾルゲットは1889年まで首都工事委員会で働き続け、その間に彼はロンドンの3つの橋（1886年：パトニー橋（Putney Bridge）、1887年：ハマースミス橋（Hammersmith Bridge）、1890年：バタシー橋（Battersea Bridge））を架け替えた。彼は、1884年に土木工学協会（Institution of Civil Engineers）（ICE）の会長に任命され、1901年にその生涯を記念するモニュメントがヴィクトリア・エンバンクメントにオープンした。彼が1891年3月に死去したとき、『The Illustrated London News』の彼の訃報記事はバゾルゲットの「名声を得る2つの大きな資格は彼がロンドンを美しくしたことと排水をしたことである」（"two great titles to fame are that he beautified London and drained it"）と書き、いっぽう当時の土木工学協会会長サー・ジョン・クード（Sir John Coode）は、バゾルゲットの工事は「彼の技量と専門能力の記念物として残るであろう」（"will ever remain as monuments to his skill and professional ability"）と言った。『タイムズ』の訃報担当記者らは「1,000年後にニュージーランド人がロンドンに来るとき - ...テムズ-エンバンクメントの壁を成す大きな花崗岩のブロックの堂々とした固体性と欠点のない対称性はそれでもなお残存しているであろう」（"when the New Zealander comes to London a thousand years hence - ... the magnificent solidity and the faultless symmetry of the great 花崗岩granite blocks which form the wall of the Thames-embankment will still remain"）と考えた。彼は続けた、「ロンドン市民の下を走っている大下水道は - ...　人生の可能性におよそ20年間を与えている」（"the great sewer that runs beneath Londoners - ... has added some 20 years to their chance of life"）。歴史家ピーター・アクロイドは、ロンドンの地下の歴史において、その工事、特にヴィクトリアおよびアルバート・エンバンクメントの建設のために、「ジョン・ナッシュ_（建築家）、クリストファー・レンとともに、バゾルゲットはロンドンのヒーローのパンテオンにはいる」（"with [John] Nash and [Christopher] Wren, Bazalgette enters the pantheon of London heroes"）と考えている。